# Arachnactis indica
Arachnactis indica is een Cerianthariasoort uit de familie van de Arachnactidae. De wetenschappelijke naam van de soort is voor het eerst geldig gepubliceerd in 1947 door Panikkar.